# 브로드웨이란 이런 것
브로드웨이란 이런 것(영어: Broadway's Like That)은 바이타폰 (투사기에서 필름을 투사하는 동안에, 소리를 넣은 레코드를 투사기의 모터와 연결된 턴테이블에 연결시켜 소리를 내는 것) 방식을 사용한 10분 정도의 단편 영화이다. 루스 에팅, 조앤 블론델, 험프리 보가트와 메리 필립스가 출연한 이 작품은, 조앤 블론델과 메리 필립스의 데뷔작이며, 이 영화를 통해 험프리 보가트와 메리 필립스가 결혼을 했다.

## 스토리
음악 가게에서 일하는 여자 루스 (루스 에팅)는 그날 저녁에 결혼할 예정이지만, 그녀의 약혼자 (험프리 보가트)가 갑자기 결혼 날짜를 미루자고 말한다. 이후 새해 전날, 파티를 하기 위해 여자 주인공이 옷을 입고 있을 때, 한 방문객 때문에 일이 방해되는데, 알고 보니 이 방문객이 여자 주인공 약혼자의 아내 (메리 필립스)였다.

## 제작
브로드웨이란 이런 것 (바이타폰 No. 960)은 1929년 12월, 뉴욕에서 촬영을 하였다. 에팅은 영화 중간에 노래를 하는데, 이는 월프 길버트 (Wolfe Gilbert)와 아벨 베어 (Abel Baer)가 작곡한 "From the Bottom of My Heart"와, "Right Kind of Man"이란 노래이다.

## 보존
이 영화의 사운드트랙은 현재 소실된 상태이며, 오직 영화의 사운드 프린트만이 살아있었으며, 1963년 유나이티드 아티스츠 텔레비전 (UATV)에서 재발견됐다.